# العلاقات الأنغولية التشيلية
العلاقات الأنغولية التشيلية هي العلاقات الثنائية التي تجمع بين أنغولا وتشيلي.

## مقارنة بين البلدين
هذه مقارنة عامة ومرجعية للدولتين:
| وجه المقارنة                                              | أنغولا           | تشيلي                         |
| --------------------------------------------------------- | ---------------- | ----------------------------- |
| المساحة (كم2)                                             | 1.25 مليون       | 756.10 ألف                    |
| عدد السكان (نسمة)                                         | 29.78 مليون      | 17.37 مليون                   |
| الكثافة السكانية (ن./كم²)                                 | 23.82            | 22.97                         |
| العاصمة                                                   | لواندا           | سانتياغو                      |
| اللغة الرسمية                                             | اللغة البرتغالية | اللغة الإسبانية               |
| العملة                                                    | كوانزا أنغولي    | بيزو تشيلي، وحدة حساب تشيلية ‏ |
| الناتج المحلي الإجمالي (بليون دولار)                      | 124.21 مليار     | 277.08 مليار                  |
| الناتج المحلي الإجمالي (تعادل القوة الشرائية) بليون دولار | 184.83 مليار     | 419.39 مليار                  |
| الناتج المحلي الإجمالي الاسمي للفرد دولار أمريكي          | 4.10 ألف         | 13.42 ألف                     |
| الناتج المحلي الإجمالي للفرد دولار أمريكي                 |                  | 22.07 ألف                     |
| مؤشر التنمية البشرية                                      | 0.533            | 0.832                         |
| رمز المكالمات الدولي                                      | +244             | +56                           |
| رمز الإنترنت                                              | .ao              | .cl                           |
| المنطقة الزمنية                                           | ت ع م+01:00      | 00، 00، 00، 00                |

## منظمات دولية مشتركة
يشترك البلدان في عضوية مجموعة من المنظمات الدولية، منها:
| علم المنظمة | اسم المنظمة                        | تاريخ انضمام أنغولا | تاريخ انضمام تشيلي |
| ----------- | ---------------------------------- | ------------------- | ------------------ |
|             | الاتحاد الدولي للاتصالات           | 13 أكتوبر 1976      | 1908               |
|             | منظمة حظر الأسلحة الكيميائية       | ?                   | ?                  |
|             | منظمة التجارة العالمية             | ?                   | ?                  |
|             | منظمة الشرطة الجنائية الدولية      | ?                   | ?                  |
|             | الأمم المتحدة                      | 1 ديسمبر 1976       | 24 أكتوبر 1945     |
|             | يونسكو                             | 11 مارس 1977        | 7 يوليو 1953       |
|             | البنك الدولي للإنشاء والتعمير      | 19 سبتمبر 1989      | 31 ديسمبر 1945     |
|             | وكالة ضمان الاستثمار متعدد الأطراف | 19 سبتمبر 1989      | 12 أبريل 1988      |
|             | مؤسسة التنمية الدولية              | 19 سبتمبر 1989      | 30 ديسمبر 1960     |
|             | مؤسسة التمويل الدولية              | 19 سبتمبر 1989      | 15 أبريل 1957      |
|             | الاتحاد البريدي العالمي            | ?                   | ?                  |

## وصلات خارجية
- موقع وزارة الخارجية الأنغولية
- موقع وزارة الخارجية التشيلية